# Устя (Дубесарський район)
Устя (рум. Ustia) — село в Дубесарському районі Молдови. Утворює окрему комуну. Село розташоване на правому березі Дністра. 

## Відомі люди
- Штефан Уриту - молдовський політик.

| Молдова | Це незавершена стаття з географії Молдови. Ви можете допомогти проєкту, виправивши або дописавши її. |